# سایکیت-لرن
سایکیت-لرن انگلیسی: Scikit-learn یک کتابخانهٔ متن‌باز برای داده‌کاوی در زبان برنامه نویسی پایتون است.
این برنامه دارای الگوریتم‌های مختلف طبقه بندی ، رگرسیون و خوشه‌بندی از جمله ماشین های بردار پشتیبان ، جنگل های تصادفی ، تقویت گرادیان ، k -means و DBSCAN است و برای تعامل با کتابخانه‌های عددی و علمی پایتون نام‌پای و سای‌پای طراحی شده‌است. سایکیت-لرن یک پروژه با حمایت مالی سالانه NumFOCUS است.

## بررسی اجمالی
پروژه سایکیت-لرن با عنوان scikits.learn، یک پروژه تابستانی کد گوگل توسط دانشمند داده فرانسوی به نام دیوید کورناپئو آغاز شد. این پروژه به عنوان یک برنامه افزودنی شخص ثالث مستقل برای کتابخانه سای‌پای توسعه یافت و لذا "SciKit" (SciPy Toolkit) نام گرفت. مدتی بعد، پایگاه کد اصلی این پروژه توسط توسعه دهندگان دیگر بازنویسی شد. در سال 2010، فابیان پدرگوسا، گائل واروکو، الکساندر گرامفورت و وینسنت میشل از  مؤسسه فرانسوی تحقیقات علوم کامپیوتر و اتوماسیون (اختصاری INRIA) در ساکلای فرانسه، رهبری پروژه را بر عهده گرفتند و اولین نسخه عمومی کتابخانه را در ۱ فوریه ۲۰۱۰ منتشر کردند. . در نوامبر ۲۰۱۲، سایکیت-لرن و همچنین سایکیت-ایمیج به عنوان دو مورد از  بهترین کتابخانه سایکیت که "به خوبی نگهداری شده و محبوب" شده توصیف شدند. در سال ۲۰۱۹، سایکیت-لرن یکی از محبوب‌ترین کتابخانه‌های یادگیری ماشین در GitHub معرفی شد.

## پیاده‌سازی
بخش عمده سایکیت-لرن به زبان پایتون نوشته شده و تقریبا کل عملیات جبر خطی و آرایه  از  کتابخانه نام‌پای استفاده می کند که کارایی بسیار بالایی نیز دارد. بعلاوه، با هدف بهبود عملکرد، برخی از الگوریتم‌های اصلی در سایتون نوشته شده‌اند. ماشین های بردار پشتیبان توسط یک لفاف‌پیچی سایتون بر روی LIBSVM پیاده‌سازی می‌شوند. رگرسیون لجستیک و ماشین‌های بردار پشتیبان خطی نیز توسط یک لفاف‌پیچی مشابه بر روی LIBLINEAR پیاده‌سازی شده‌اند. با توجه به تفاوت زبان برنامه‌نویسی در بخش های مختلف کتابخانه، این امکان وجود دارد که توسعه این پیاده‌سازی‌ها با پایتون امکان پذیر نباشد.

## تاریخچه نسخه
سایکیت-لرن ابتدا توسط دیوید کورناپئو به عنوان پروژه تابستانی کد گوگل در سال ۲۰۰۷ توسعه یافت. در اواخر همان سال، متیو بروچر به پروژه پیوست و به عنوان بخشی از پایان‌نامه خود شروع به استفاده از آن کرد. در سال ۲۰۱۰، INRIA (مؤسسه فرانسوی تحقیقات علوم کامپیوتر و اتوماسیون) به پروزه ورود کرد و اولین نسخه عمومی (نسخه 1 بتا) در اواخر ژانویه ۲۰۱۰ منتشر شد.
| تاریخ انشار  | نام               |
| ------------ | ----------------- |
| اگوست ۲۰۱۳   | سایکیت-لرن 0.14   |
| جولای ۲۰۱۴   | سایکیت-لرن 0.15.0 |
| مارس ۲۰۱۵    | سایکیت-لرن 0.16.0 |
| نوامبر ۲۰۱۵  | سایکیت-لرن 0.17.0 |
| سپتامبر ۲۰۱۶ | سایکیت-لرن 0.18.0 |
| جولای ۲۰۱۷   | سایکیت-لرن 0.19.0 |
| سپتامبر ۲۰۱۸ | سایکیت-لرن 0.20.0 |
| می ۲۰۱۹      | سایکیت-لرن 0.21.0 |
| دسامبر ۲۰۱۹  | سایکیت-لرن 0.22   |
| می ۲۰۲۰      | سایکیت-لرن 0.23.0 |
| ژانویه ۲۰۲۱  | سایکیت-لرن 0.24   |
| سپتامبر ۲۰۲۱ | سایکیت-لرن 1.0.0  |
| اکتبر ۲۰۲۱   | سایکیت-لرن 1.0.1  |
| دسامبر ۲۰۲۱  | سایکیت-لرن 1.0.2  |
| می ۲۰۲۲      | سایکیت-لرن 1.1.0  |
| می ۲۰۲۲      | سایکیت-لرن 1.1.1  |
| گوست ۲۰۲۲    | سایکیت-لرن 1.1.2  |
| اکتبر ۲۰۲۲   | سایکیت-لرن 1.1.3  |
| دسامبر ۲۰۲۲  | سایکیت-لرن 1.2.0  |
| ژانویه ۲۰۲۳  | سایکیت-لرن 1.2.1  |
| مارس ۲۰۲۳    | سایکیت-لرن 1.2.2  |

## جایگزین های سایکیت-لرن
- mlpy
- SpaCy
- NLTK
- اورنج (نرم‌افزار)
- PyTorch
- TensorFlow
- Infer.NET
- فهرست نرم‌افزارهای محاسبات عددی